# NO. NEW YORK
「NO. NEW YORK」（ノー・ニューヨーク）は、日本のロックバンドであるBOØWYの楽曲。
1982年3月21日にビクター音楽産業のInvitationレーベルからリリースされたファースト・アルバム『MORAL』に収録されている。作詞は深沢和明、作曲・編曲は布袋寅泰。
BOØWY結成直後に「IMAGE DOWN」に次いで制作された曲であり、ニューヨークにおける女性との禁断の恋を歌った内容となっている。『MORAL』収録曲の中では最もポップでメロディアスな曲調となっている。オリジナル版は高橋まことの加入以前にレコーディングが行われたため、ドラムスは木村マモルが担当している。
ほぼ全てのライブで演奏されており、最終公演の最終日となった『“LAST GIGS”』（1988年）の4月5日公演では2回演奏され、2回目は最後の曲であったためBOØWYとして最後にライブ演奏された曲となった。後に氷室京介および布袋、高橋はソロライブにおいて同曲を演奏している。

## 音楽性とテーマ
最初に制作された段階では「NEWYORK NEWYORK」というタイトルだった。当初は氷室が作詞をする予定だったが、メロディーに合う歌詞が書けなかったため、当時メンバーであった深沢和明が代わりに作詞した。歌詞は1980年に起きたジョン・レノンの射殺事件に触発されて制作され、『MORAL』収録のオリジナルバージョンでは間奏部分に、ジョンの死を告げる当時の英語でのラジオ放送の音声が入っている。
本作はBOØWY研究者の間でゲイの娼婦（男娼）の歌という解釈がある。男性用フレグランスは大抵コロンまたはトワレであり、歌詞のコロンについてはTHE YELLOW MONKEYの吉井和哉が指摘している。吉井はコロンを「叩く」仕草に着目し、この歌詞表現には男性らしさがあるのでニューヨークのゲイの歌ではあるまいかと推察した。さらに、著作家・樋口毅宏によると、つまりこの歌はエイズウィルス保持者との愛（性交渉）のフェーズにより「星になる」のである。樋口は1980年代のニューヨークがエイズの大流行であったことを論拠にしている。
その時期に、シンディ・ローパーは、エイズに関する歌「ボーイ・ブルー」を収録したアルバム『トゥルー・カラーズ』（1986年）をニューヨークでレコーディングしている。ルー・リードは、エイズに関する歌「ハロウィン・パレード」を『ニューヨーク』（1989年）に収録し、このアルバムもまたニューヨークでレコーディングが行われた。
ライブでの演奏時に氷室が「花をちぎる」の場面で自らの鼻をつまむパフォーマンスを行った事から、淋病の歌ではないかと噂が広まった事がある。その他、1988年の『MORAL+3』リリース時のカードに書かれたレビューに「Nadeshiko Yamato」（やまとなでしこ）の略であることを思わせる言葉が書かれていたが、当時マネージャーであった土屋浩は「そういう意味ではない」と述べている。

## リリース
ファーストアルバム『MORAL』（1982年）に「NO N.Y.」のタイトルで収録されていたが、シングル『BAD FEELING』（1985年）のカップリング曲として収録された際に再レコーディングされ、タイトルも「NO. NEW YORK」と変更された。シングル版は『MORAL』収録のバージョンよりも間奏が長くなり、曲全体では40秒ほど延長されている。また、「NO N.Y.」と「NO. NEW YORK」とではメロディが異なり、後のライブでも「NO. NEW YORK」のバージョンで演奏される事になる。
初の12インチシングルで「BAD FEELING」をリリースすることが決定した際に、カップリング曲をどの曲にするかで会議が行われ、当時の代表曲であったこの曲が「ファンへのプレゼント的な意味合い」と言う理由で選ばれ、伊豆キティスタジオにて再録音された。

## ミュージック・ビデオ
本作のミュージック・ビデオでは、曲タイトルが「NO! NEWYORK」になっている。ベルリンのハンザ・スタジオでのレコーディング風景やメンバーが散策する様子、マーキークラブ（Marquee Club）での演奏を収めた。当時の音楽番組でこのビデオがオンエアされた事もあった。
全部で3回のBメロは、最初の2回がBOØWYメンバー4人の顔を追って、最後の1回は氷室が白人とキスをしたり、スタジオのエンジニアが登場する。

## ライブ・パフォーマンス
同じ『MORAL』収録曲である「IMAGE DOWN」と共に、解散までのほぼ全てのライブで欠かさず演奏された。1982年10月9日に新宿LOFTで行われた6人最後のライブでは深沢がボーカルを担当した。氷室が本作を歌唱する場合は、必ず最初の歌詞の「この世を渡る」の部分を「男を誘う」と変えている。東芝EMIへの移籍直後までは、アルバム『MORAL』収録のオリジナルバージョンで演奏されている。
最終公演となった「“LAST GIGS”」（1988年）では2回演奏されている。1回目は「この歌も今夜が最後だと思うと、ちょっと悲しいけど、BOØWYの、最高の、不朽の名作を送ります！NO！NO！Oh,my NO NEW YORK！」と氷室がMCした後に17曲目として演奏され、2回目は「今度は、ひとりひとり別々で、必ずここで会おうぜ！NO.NEW YORK！」と氷室がMCした後に客電を付けた上で2度目のアンコールの最後の曲として演奏された。これにより、BOØWYとして最後に演奏された曲となった。
また、以下の通りテレビ出演にて演奏された。
- - 音楽番組『BEAT POPS』（1985年、群馬テレビ） - 1985年9月放送。他に「CLOUDY HEART」を演奏。
  - 音楽番組『LIVE ROCK SHOW』（1985年、テレビ東京） - 1985年9月22日放送。9月5日の安田生命ホール公開録音。他に「Dreamin'」、「CHU-RU-LU」、「CLOUDY HEART」、「Baby Action」を演奏。
  - バラエティ番組『ヤングプラザ』（1985年、朝日放送） - 1985年10月7日放送。他に「CLOUDY HEART」を演奏。
  - バラエティ番組『なげやり倶楽部』（1985年 - 1986年、読売テレビ） - 1985年11月23日放送。神戸ポートアイランド内の「レストランエキゾチックタウン」での演奏。他に「BAD FEELING」、「OH! MY JULLY」を演奏。
  - バラエティ番組『オールナイトフジ』（1983年 - 1991年、フジテレビ系列） - 1985年11月15日放送。
  - バラエティ番組『5時SATマガジン』（1981年 - 1993年、中京テレビ） - 1986年5月4日、名古屋港ガーデン埠頭より生放送。他に「JUSTY」、「LONDON GAME」を演奏。

## カバー、リミックス
BOØWY解散後は氷室京介および布袋寅泰、高橋まことがそれぞれソロライヴでカバー演奏している。高橋の2013年4月に行われたライヴでは、深沢がゲストで参加して同曲を歌っている。
- KEY GOT CREW - 『BOØWY Respect』（2003年）[8]
- JOUJOUKA - 『MORAL-TRANCE MIX』（2002年）
リミックスバージョンが収録されている。
- 氷室京介 - ライブ・アルバム『21st Century Boøwys Vs Himuro』（2004年）
1994年、2004年、2011年の東京ドーム公演において同曲を演奏した（2004年と2011年の演奏はビデオ化されている）。
- 布袋寅泰
- 10-FEET- 『Re:6-feat』（2014年）[9]

## スタッフ・クレジット

### オリジナル版
BOØWY
- 氷室狂介 - ボーカル
- 布袋寅泰 - ギター
- 深沢和明 - コーラス
- 諸星アツシ - ギター
- 松井恒松 - ベース
- 木村マモル - ドラムス

スタッフ
- 渡辺モリオ（マライア） - サウンド・プロデュース
- 星加哲 - ディレクター
- 小野誠彦 - レコーディング・エンジニア、リミックス・エンジニア
- 月光恵亮 - イメージング・コーディネーター
- 東元晃 - エグゼクティブ・プロデューサー
- 長戸大幸（ビーイング） - エグゼクティブ・プロデューサー
- 月光恵亮 & MOONSHINE PROJECT - アートディレクション
- 月光恵亮 - デザイン
- 居坂和典 - 写真撮影
- *TAMA CHAN - メイクアップ
- 木村マモル - スペシャル・サンクス
- ELK. - スペシャル・サンクス

### シングル版
BOØWY
- 氷室京介 - ボーカル
- 布袋寅泰 - ギター、シンセサイザー
- 松井恒松 - ベース
- 高橋信 - ドラムス

スタッフ
- 佐久間正英 - シンセサイザー、サウンド・プロデュース
- 小林肇 - アートディレクター、デザイン
- 子安次郎 - ディレクター
- 土屋浩 - パーソナル・マネージメント
- ユイ音楽工房ロックプロジェクト - プロダクション・マネージメント
- 岡崎好雄 - マスタリング・エンジニア
- 糟谷銑司 - プロデューサー

## 収録アルバム
スタジオ音源（オリジナル版）
- 『MORAL』（1982年）
- 『BOØWY THE BEST "STORY"』（2013年）

スタジオ音源（シングル版）
- 『“SINGLES”』（1988年）
- 『THIS BOØWY』（1998年）
- 『THIS BOØWY DRAMATIC』（2007年）

ライブ音源
- 『“GIGS” JUST A HERO TOUR 1986』（1986年） - 1986年5月25日の大阪厚生年金会館公演から収録。
- 『“LAST GIGS”』（1988年） - 1988年4月5日の東京ドーム公演から収録。
- 『“GIGS” CASE OF BOØWY』（2001年） - 1987年7月31日のワールド記念ホール、1987年8月7日の横浜文化体育館公演から収録。
- 『GIGS at BUDOKAN BEAT EMOTION ROCK'N ROLL CIRCUS TOUR 1986.11.11〜1987.02.24』（2004年） - 1987年2月24日の日本武道館公演から収録。
- 『“GIGS” CASE OF BOØWY COMPLETE』（2007年）
- 『“LAST GIGS” COMPLETE』（2008年）
- 『“GIGS” JUST A HERO TOUR 1986 NAKED』（2012年） - 1986年7月2日の日本武道館公演から収録。